# Pierre Foncin
Pierre François Charles Foncin, född den 2 maj 1841 i Limoges, död den 16 december 1916 i Paris, var en fransk geograf. Han var far till Myriem Foncin.
Foncin var professor i geografi vid universitetet i Bordeaux, senare från 1882 inspektör för elementarundervisningen i Frankrike, samt  utgav en del geografiska läroböcker och uppsatser i tidskrifter. Foncin är mest känd som stiftare av Alliance française. Han var kommendör av Hederslegionen.